# Caroline Van den Berghe
Caroline Van den Berghe (De Panne, 4 september 1969) is een Vlaams journaliste bij VRT NWS.

## Carrière
Van den Berghe studeerde communicatiewetenschappen aan de Vrije Universiteit Brussel. Nadat ze haar studies had afgerond in 1992 ging ze achtereenvolgens aan de slag bij Radio 2 West-Vlaanderen, het persagentschap Belga en de West-Vlaamse regionale televisie Focus-WTV. In 1999 maakte ze de overstap naar de openbare televisie. In de jaren die volgden specialiseerde de journaliste zich in het verslaan van justitiële zaken. Ze bracht onder meer verslag uit van de Zaak-Dutroux, de zaak Hans Van Themsche en de tot 2010 onopgeloste moord op Annick Van Uytsel.
In 2005 presenteerde ze Koppen Justitie, een maandelijkse speciale editie van het programma Koppen. Het programma werd eind 2007 stopgezet. In 2009 verscheen haar boek "Op de getuigenstoel.", waarin tien interviews zijn te lezen die ze heeft afgenomen van prominente mensen uit de justitiële wereld.

## Privé
Van den Berghe is de partner van journalist Mark Eeckhaut. Samen hebben ze sinds januari 2009 een zoon.

## Boekenlijst
- Op de getuigenstoel. - Caroline Van den Berghe, Davidsfonds 2009, ISBN 978 90 5826 625 5

- International Standard Name Identifier: 0000 0003 6909 6250
- Nederlandse Thesaurus van Auteursnamen: 320590267
- Virtual International Authority File: 286823445
- WorldCat: E39PBJkMFdYcfqdg9DRhrk3qQq